# Segle XXXVII aC
El segle XXXVII aC és un període de la prehistòria on comencen a desenvolupar-se amb força les cultures mediterrànies (Creta, Malta). Inclou els anys compresos entre el 3700 aC i el 3601 aC.

## Política
A les regions més avançades de segles anteriors, cal sumar la irrupció d'una encara poc estructurada civilització minoica, cabdal per la seva futura influència en el món clàssic.

## Economia i societat
A Mesopotàmia augmenta la separació entre els nobles i la resta del poble.

## Invents i descobriments
A Mesopotàmia s'introdueixen els vehicles amb roda de tracció animal (bàsicament bous) per transportar objectes pesants. Això afavoreix el comerç i també l'arquitectura, ja que es poden moure més fàcilment pedres i maons fins als llocs de construcció. Ambdós fets provoquen un major creixement demogràfic a les ciutats de la regió, que esdevenen pols d'atracció per a famílies dels voltants. La innovació és adoptada ràpidament per altres pobles.

## Art, cultura i pensament
Apareixen els vehicles funeraris, que indiquen una progressiva complicació dels ritus mortuoris a les estepes asiàtiques. L'art rupestre arriba al continent americà.